# Gerboise à longues oreilles
Euchoreutes naso
Sous-famille
Genre
Espèce
Statut de conservation UICN

 LC  : Préoccupation mineure
La Gerboise à longues oreilles (Euchoreutes naso) est une petite gerboise, vivant en Asie centrale,dans les régions paléarctiques de Chine et de Mongolie, du désert de Gobi et qui était auparavant menacée de disparition. C'est la seule espèce du genre Euchoreutes qui est monotypique, lui-même étant le seul genre de la sous-famille des Euchoreutinae. Cette sous-famille de rongeurs sauteurs de la famille des Dipodidés a été créée zoologiste américain d'origine allemande Marcus Ward Lyon (1875-1942) en 1901.

## Liste des taxons
Selon Mammal Species of the World (version 3, 2005)  (3 juil. 2012), NCBI (3 juil. 2012) et ITIS (3 juil. 2012) :
- Sous-famille Euchoreutinae Lyon, 1901
  - genre Euchoreutes Sclater, 1891
    - Euchoreutes naso Sclater, 1891

## Protection de l'espèce
En 1996 l'espèce est classée « en danger » par l'UICN (Union internationale pour la conservation de la nature).
En 2006 une pièce a été éditée, Wildlife Protection, en faveur de la faune du désert de Gobi et représentant Euchoreutes naso.
Le 10 décembre 2007, un film a été diffusé montrant pour la première fois des images animées de ce rongeur, "Mickey Mouse du désert", "mignon et comique", selon Jonathan Baillie de la Zoological Society of London (ZSL), membre de la société savante qui a diffusé ces images inédites.
En 2008 l'espèce est classée « en préoccupation mineure » par l'UICN.

### Bases de références taxonomiques
Sous-famille :
- (en) Mammal Species of the World (3e  éd., 2005) : Euchoreutinae Lyon, 1901 (consulté le 3 juillet 2012)
- (fr + en) ITIS : Euchoreutinae  Lyon, 1901 (consulté le 3 juillet 2012)
- (en) Animal Diversity Web : Euchoreutinae (consulté le 3 juillet 2012)
- (en) NCBI : Euchoreutinae (taxons inclus) (consulté le 3 juillet 2012)

Genre :
- (en) Mammal Species of the World (3e  éd., 2005) : Euchoreutes Sclater, 1890 (consulté le 3 juillet 2012)
- (en) Catalogue of Life : Euchoreutes Sclater, 1891 (consulté le 11 décembre 2020)
- (fr + en) ITIS : Euchoreutes  Sclater, 1891 (consulté le 3 juillet 2012)
- (en) Animal Diversity Web : Euchoreutes (consulté le 3 juillet 2012)
- (en) NCBI : Euchoreutes (taxons inclus) (consulté le 3 juillet 2012)
- (en) UICN : taxon  Euchoreutes  (consulté le 6 janvier 2023)

Espèce :
- (en) Mammal Species of the World (3e  éd., 2005) :  Euchoreutes naso   Sclater, 1890 (consulté le 3 juillet 2012)
- (en) Catalogue of Life : Euchoreutes naso Sclater, 1891 (consulté le 15 décembre 2020)
- (fr + en) ITIS : Euchoreutes naso  Sclater, 1891 (consulté le 3 juillet 2012)
- (en) Animal Diversity Web : Euchoreutes naso (consulté le 3 juillet 2012)
- (en) NCBI : Euchoreutes naso (taxons inclus) (consulté le 3 juillet 2012)
- (en) UICN : espèce Euchoreutes naso Sclater, 1891 (consulté le 20 mai 2015)

### Autres liens externes
- (en) First known footage of wild long-eared jerboas, par Jonathan Baillie, 10 décembre 2007

Illustration:
- Carte ancienne « Asian wildlife » illustrée avec texte : 18 YARKAND JERBOA (Euchoreutes naso)
- (en) Image de la gerboise à longues oreilles
- (en) EDGE: Evolutionarily Distinct & Globally Endangered
- (en) Mysterious mammal caught on film (Mystérieux mammifère filmé), BBC News, 10 décembre 2007
- (en) From: Mysterious mammal caught on film, image de la gerboise à longues oreilles, BBC News, 10 décembre 2007